# Kuczków (powiat kutnowski)
Kuczków – wieś w Polsce położona w województwie łódzkim, w powiecie kutnowskim, w gminie Kutno.
W latach 1975–1998 miejscowość należała administracyjnie do województwa płockiego.
Na terenie wsi znajduje się cmentarz komunalny, który pełni funkcję cmentarza miejskiego Kutna.